# Neve chimica

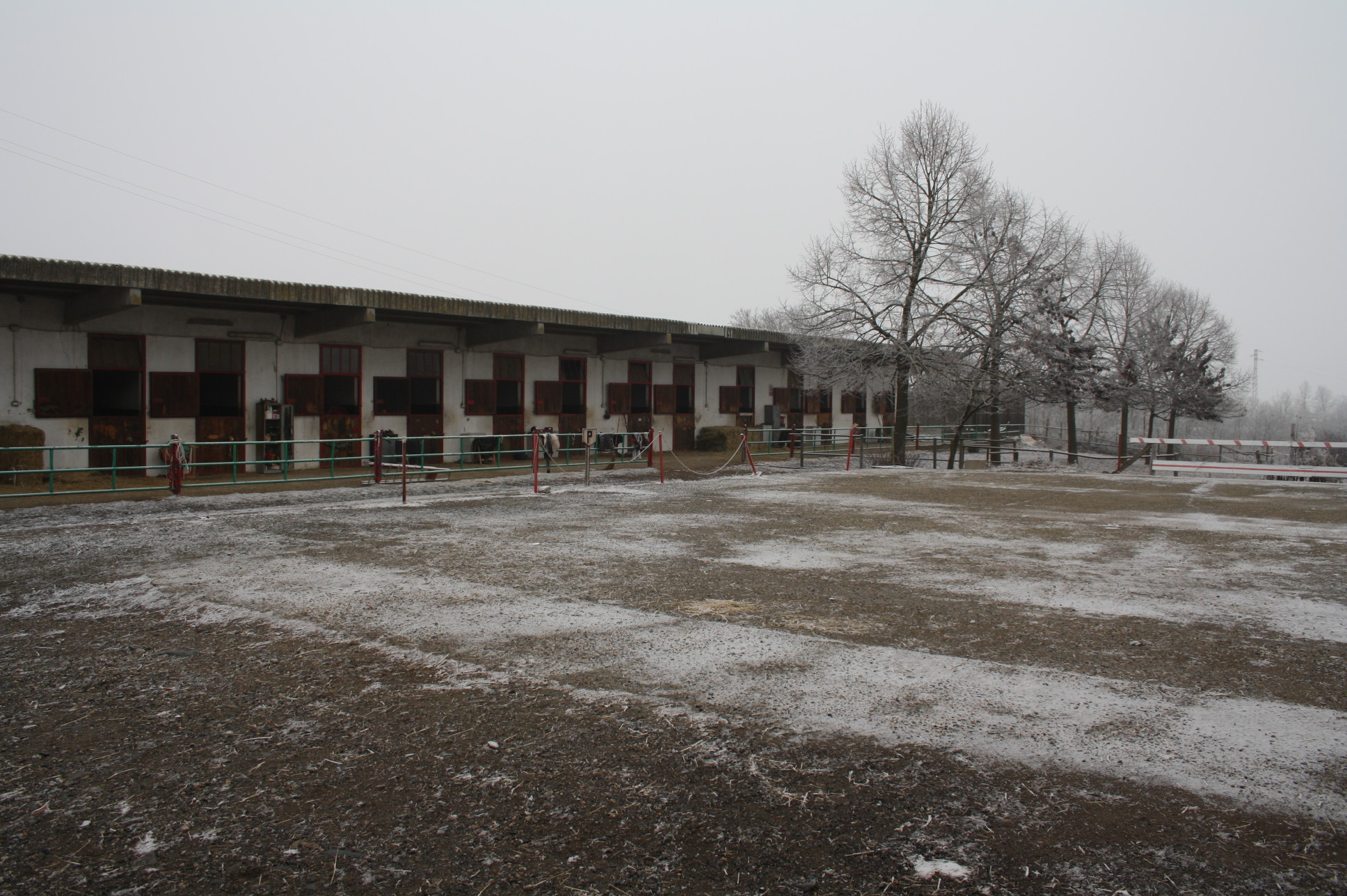
Neve chimica depositatasi a terra

La neve chimica in meteorologia è un fenomeno atmosferico piuttosto raro che si può verificare quando sussistano determinate condizioni quali temperature sottozero nello strato d'aria dal suolo ad almeno 300 metri, forte umidità con consequenziale nebbia causata da inversione termica e, soprattutto, una elevata concentrazione di sostanze inquinanti (che servono da nuclei di congelamento), causate solitamente da intenso traffico automobilistico o dalla presenza di fabbriche i cui impianti di scarico non sono sufficientemente funzionanti o depurati.

## Caratteristiche

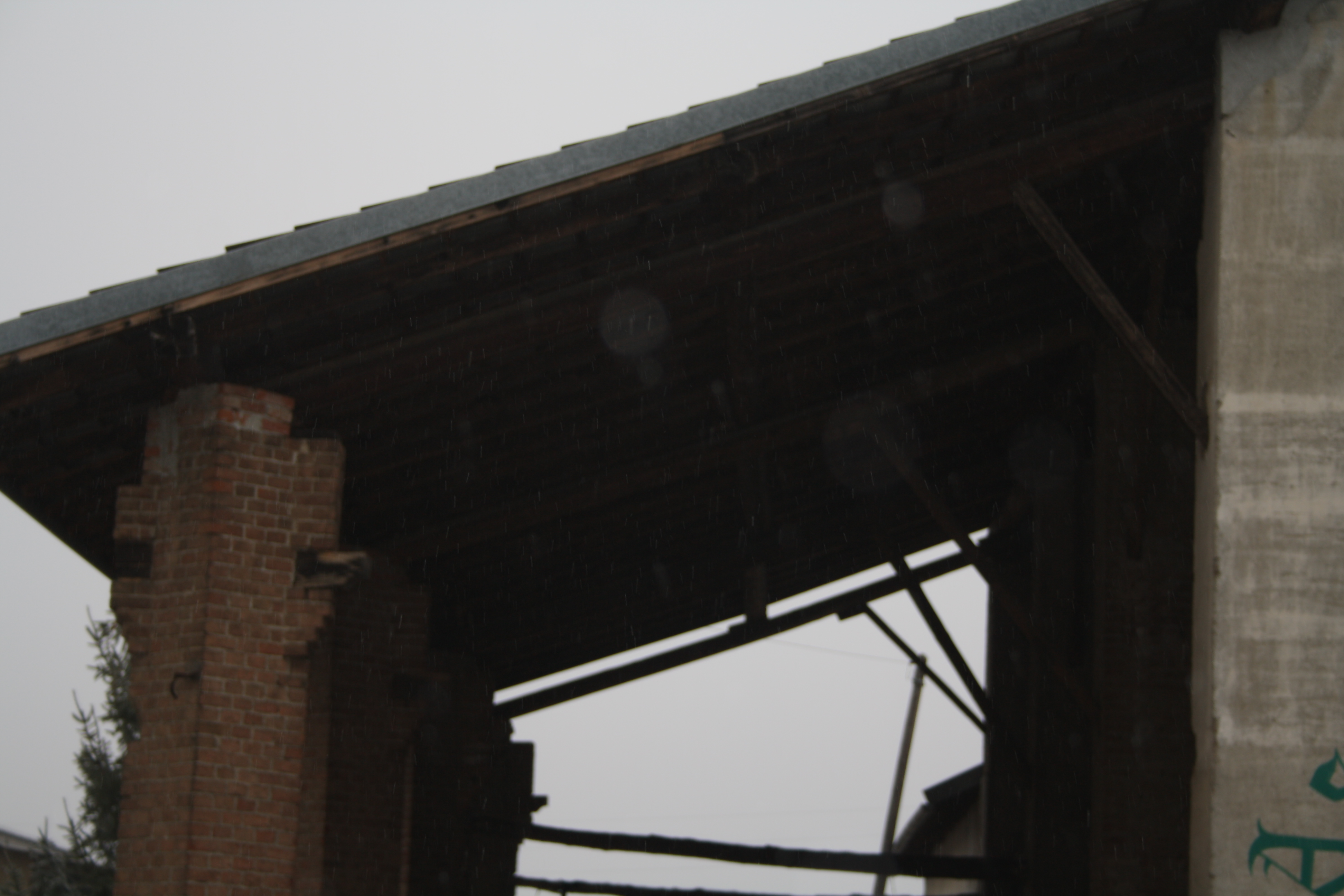
Neve chimica mentre sta cadendo

In questa situazione, e in presenza di forti alte pressioni, può accadere che le microgoccioline della nebbia si aggreghino intorno alla caligine degli inquinanti presenti in aria in particolare solfuri, silicati, cadmio, ossidi di rame, piombo, ioduri di mercurio ecc, che servono come elementi di aggregazione (la cosiddetta "nucleazione").
Tali nuclei, raggiunto un peso sufficiente e diventati cristalli di ghiaccio di una certa grandezza, iniziano a cadere verso il basso.
In effetti la somiglianza alla vera neve della neve chimica dipende dal fatto che entrambe le meteore se viste al microscopio hanno una forma esagonale.
Gli stessi esperti del CNR sottolineano che la neve chimica è causata dalle particelle inquinanti molto diffuse nella Pianura Padana come gli ioduri di mercurio, piombo e cadmio le cui particelle sono simili a quelle dei cristalli di ghiaccio esagonali fungendo così da innesco per la formazione delle meteore simili ai fiocchi di neve.
Le aree d'Italia dove è più probabile la formazione di questo fenomeno sono proprio quelle della Val Padana a causa dell'alto livello d'inquinamento e delle basse temperature invernali unite a lunghi periodi di alta pressione e scarsissima ventilazione.
La neve chimica va distinta dalla galaverna. Questa infatti è data dalla solidificazione o dal brinamento diretti e immediati di cristalli di ghiaccio su oggetti più freddi (come sui finestrini delle automobili), mentre la neve da chimica si forma per solidificazione di gocce di acqua intorno agli inquinanti ovvero sottoraffreddata su particelle in sospensione nella bassa atmosfera, provocando meteore simili alla neve.
Il termine venne usato per la prima volta in una nevicata con cielo sereno e nebbione verificatasi nel periodo natalizio del 1984, a Segrate (MI). 
Del resto Milano e il suo hiterland altamente inquinati soprattutto da sostanze come il piombo, solfuri o ossidi di rame hanno già registrato alcuni episodi di neve chimica.
In un altro caso segnalato a Paderno Dugnano sempre nel periodo natalizio del dicembre 2008 in una zona semi-industriale con cielo sereno e nebbione si depositarono al suolo 2 cm di neve chimica limitatamente ad un'area di circa 1 km. In effetti in quel caso sembra che la colpa fu da addebitare alla presenza di un "polo chimico" nella zona, cioè un'ampia zona di industrie chimiche, i cui "vapori" emessi (particolato atmosferico di metalli pesanti quali: solfuro di rame, ossido di rame, ioduri di mercurio, di piombo o di cadmio), che servirono da nuclei di condensazione, provocarono questo fenomeno.
Segnalazioni di neve chimica abbondante in Val Padana, soprattutto nel Parmense, si verificarono poi soprattutto negli inverni 1989 e 1990, caratterizzati da lunghi periodi anticiclonici e da inversioni termiche.
Diffusi fenomeni di neve chimica si sono presentati nel gennaio 2012 nelle zone di Torino, Brescia, Parma, Verona, Venezia, Padova, Treviso, Milano, Pavia e Bologna.